# Liste der Außenminister Uruguays
Dies ist eine Liste der Außenminister Uruguays seit 1828.
| Außenminister Uruguays           | Außenminister Uruguays                  |
| -------------------------------- | --------------------------------------- |
| Minister                         | Zeitraum                                |
| Juan Francisco Giró              | 22. Dezember 1828 – 27. August 1829     |
| Fructuoso Rivera                 | 16. Dezember 1829 – 18. Januar 1830     |
| Juan Antonio Lavalleja           | 18. Januar 1830 – 11. März 1830         |
| José Longinos Ellauri            | 11. März 1830 – 20. April 1830          |
| Juan Francisco Giró              | 20. April 1830 – 24. Oktober 1830       |
| José Longinos Ellauri            | 11. November 1830 – 2. September 1831   |
| Joaquín Suárez                   | 19. September 1831 – 7. November 1831   |
| Santiago Vázquez                 | 7. November 1831 – 5. Juli 1832         |
| Francisco Joaquín Muñoz          | 5. Juli 1832 – 16. August 1832          |
| Santiago Vázquez                 | 16. August 1832 – 9. Oktober 1833       |
| Francisco Llambí                 | 9. Oktober 1833 – 20. Dezember 1833     |
| Lucas José Obes                  | 20. Dezember 1833 – 7. Januar 1835      |
| Francisco Llambí                 | 4. März 1835 – 15. Oktober 1835         |
| Francisco Llambí                 | 16. November 1835 – 27. März 1837       |
| Juan Benito Blanco               | 6. August 1837 – 30. Juli 1838          |
| Carlos Jerónimo Villademoros     | 1. September 1838 – 24. Oktober 1838    |
| Alejandro Chucarro               | 24. Oktober 1838 – 11. November 1838    |
| Gobierno de la Defensa           |                                         |
| Santiago Vázquez                 | 11. November 1838 – 6. Februar 1839     |
| José Longinos Ellauri            | 6. Februar 1839 – 19. Oktober 1839      |
| Francisco Antonino Vidal         | 19. Oktober 1839 – 3. Februar 1843      |
| Santiago Vázquez                 | 3. Februar 1843 – 6. April 1846         |
| Francisco Magariños              | 6. April 1846 – 21. December 1846       |
| Alejandro Chucarro               | 6. Februar 1847 – 5. Juli 1847          |
| Miguel Barreiro                  | 5. Juli 1847 – 11. August 1847          |
| Manuel Herrera y Obes            | 11. August 1847 – 16. February 1852     |
| Gobierno del Cerrito             |                                         |
| Carlos Villademoros              | 17. Februar 1843 – 14. April 1843       |
| Carlos Villademoros              | 12. Mai 1843 – Oktober 1851             |
| Florentino Castellanos           | 3. März 1852 – 4. Juli 1853             |
| Bernardo Prudencio Berro         | 4. Juli 1853 – 24. September 1853       |
| Juan Carlos Gómez                | 26. September 1853 – 9. November 1853   |
| Juan José Aguiar                 | 9. November 1853 – 8. February 1854     |
| Mateo Magariños Cervantes        | 14. März 1854 – 20. November 1854       |
| Francisco Hordeñana              | 20. November 1854 – 17. Februar 1855    |
| Alejandro Chucarro               | 17. Februar 1855 – 30. Mai 1855         |
| Manuel Herrera y Obes            | 31. August 1855 – 12. September 1855    |
| Alfredo Rodríguez                | 28. September 1855 – 13. November 1855  |
| Antonio Rodríguez Caballero      | 3. Dezember 1855 – 18. Januar 1856      |
| Alberto Flangini                 | 24. Januar 1856 – 3. März 1856          |
| Joaquín Requena                  | 20. März 1856 – 4. Januar 1858          |
| Antonio de las Carreras          | 4. Januar 1858 – 12. Juni 1858          |
| Antonio de las Carreras          | 24. Juli 1859 – 1. März 1860            |
| Eduardo Acevedo                  | 8. März 1860 – 3. Juni 1861             |
| Enrique de Arrascaeta            | 20. Juni 1861 – 23. Juni 1862           |
| Jaime Estrázulas                 | 18. September 1862 – 6. November 1862   |
| Juan José de Herrera             | 12. Oktober 1863 – 7. September 1864    |
| Antonio de las Carreras          | 7. September 1864 – 15. February 1865   |
| Carlos de Castro                 | 27. Februar 1865 – 27. April 1865       |
| Carlos de Castro                 | 20. Mai 1865 – 15. Mai 1866             |
| José Eugenio Ellauri             | 1. März 1868 – 8. März 1868             |
| Alberto Flangini                 | 15. Mai 1866 – 15. Februar 1868         |
| Manuel Herrera y Obes            | 31. August 1868 – 12. September 1868    |
| Alejandro Magariños Cervantes    | 14. Januar 1869 – 12. März 1869         |
| Alfredo Rodríguez                | 15. Juni 1869 – 11. August 1870         |
| Manuel Herrera y Obes            | 30. September 1870 – 28. Februar 1872   |
| Ernesto Velazco                  | 28. Februar 1872 – 30. Juli 1872        |
| Julio Herrera y Obes             | 31. Juli 1872 – 8. September 1872       |
| Gregorio Pérez Gomar             | 1. März 1873 – 15. Januar 1875          |
| José Cándido Bustamante          | 15. Januar 1875 – 31. Juli 1875         |
| Mateo Magariños Cervantes        | 22. Februar 1876 – 10. März 1876        |
| Andrés Lamas                     | 31. Juli 1875 – 22. Februar 1876        |
| Ambrosio Velazco                 | 15. März 1876 – 24. September 1877      |
| Gualberto Méndez                 | 24. September 1877 – 13. März 1880      |
| Joaquín Requena y García         | 20. März 20, 1880 – 26. März 1881       |
| José Vázquez Sagastume           | 8. August 1881 – 28. Februar 1882       |
| Manuel Herrera y Obes            | 8. März 1882 – 11. Oktober 1882         |
| Manuel Herrera y Obes            | 12. Dezember 1882 – 1. März 1886        |
| Manuel Herrera y Obes            | 28. Mai 1886 – 30. Oktober 1886         |
| Juan Carlos Blanco Fernández     | 3. November 1886 – 23. Dezember 1886    |
| Domingo Mendilaharsu             | 31. Dezember 1886 – 4. April 1887       |
| Ildefonso García Lagos           | 9. Juli 1887 – 21. November 1889        |
| Blas Vidal                       | 11. März 1890 – 17. Dezember 1890       |
| Manuel Herrero y Espinosa        | 2. März 1891 – 21. October 1891         |
| Manuel Herrero y Espinosa        | 22. Februar 1892 – 14. November 1893    |
| Luis Piñeyro del Campo           | 29. März 1894 – 3. August 1894          |
| Jaime Estrázulas                 | 17. September 1894 – 26. September 1896 |
| Mariano Ferreira                 | 28. August 1897 – 1. Dezember 1897      |
| Joaquín de Salterain             | 1. Dezember 1897 – 31. Juli 1898        |
| Domingo Mendilaharsu             | 3. August 1898 – 10. September 1898     |
| Manuel Herrero y Espinosa        | 4. März 1899 – 4. Juni 1901             |
| Germán Roosen                    | 19. Juni 1901 – 25. Februar 1903        |
| José Romeu                       | 5. März 1903 – 1. März 1907             |
| Jacobo Varela Acevedo            | 16. März 1907 – 14. November 1907       |
| Antonio Bachini                  | 2. Dezember 1907 – 18. Oktober 1910     |
| José Romeu                       | 4. März 1911 – 17. Juni 1913            |
| Emilio Barbaroux                 | 17. Juni 1913 – 13. Februar 1914        |
| Manuel Buenaventura Otero        | 2. März 1915 – 14. August 1916          |
| Baltasar Brum                    | 4. September 1916 – 19. Februar 1919    |
| Daniel Muñoz                     | 19. Februar 1919 – 1. August 1919       |
| Juan Antonio Buero               | 1. März 1919 – 1. März 1923             |
| Pedro Manini Ríos                | 1. März 1923 – 19. Dezember 1924        |
| Juan Carlos Blanco Acevedo       | 22. Dezember 1924 – 2. Juli 1926        |
| Rufino T. Domínguez              | 1. März 1927 – 1. März 1931             |
| Juan Carlos Blanco Acevedo       | 1. März 1931 – 13. Februar 1933         |
| Alberto Mañé                     | 13. Februar 1933 – 17. Mai 1934         |
| Juan José de Arteaga             | 18. Mai 1934 – 4. Oktober 1934          |
| Juan José de Arteaga             | 6. November 1934 – 19. März 1935        |
| José Espalter                    | 19. März 1935 – 1. Juni 1938            |
| Alberto Guani                    | 19. Juni 1938 – 10. Januar 1942         |
| Alberto Guani                    | 18. Februar 1942 – 16. Januar 1943      |
| Alberto Guani                    | 25. Februar 1943 – 26. Februar 1943     |
| José Serrato                     | 1. März 1943 – 4. Oktober 1945          |
| Eduardo Rodríguez Larreta        | 4. October 1945 – March 1, 1947         |
| Mateo Marques Castro             | 1. März 1947 – 12. December 1947        |
| Daniel Castellanos               | 31. Dezember 1947 – 12. August 1949     |
| César Charlone                   | 12. August 1949 – 23. November 1950     |
| Alberto Domínguez Cámpora        | 23. November 1950 – 1. März 1952        |
| Daniel Castellanos               | 1. März 1952 – 22. April 1952           |
| Fructuoso Pittaluga              | 22. April 1952 – 23. Februar 1955       |
| Santiago Rompani                 | 2. März 1955 – 16. Mai 1956             |
| Francisco Gamarra                | 16. Mai 1956 – 6. Juni 1957             |
| Óscar Secco Ellauri              | 6. Juni 1957 – 1. März 1959             |
| Homero Martínez Montero          | 1. März 1959 – 1. März 1963             |
| Alejandro Zorrilla de San Martín | 1. März 1963 – 11. Februar 1965         |
| Luis Vidal Zaglio                | 11. Februar 1965 – 1. März 1967         |
| Héctor Luisi                     | 1. März 1967 – 25. April 1968           |
| Venancio Flores                  | 3. Mai 1968 – 1. April 1970             |
| Jorge Peirano Facio              | 1. April 1970 – 1. April 1971           |
| José Mora Otero                  | 1. April 1971 – 2. Juni 1972            |
| Juan Carlos Blanco Estradé       | 31. Oktober 1972 – 23. Dezember 1976    |
| Alejandro Rovira                 | 23. Dezember 1976 – 6. Juli 1978        |
| Adolfo Folle Martínez            | 6. Juli 1978 – 16. Februar 1981         |
| Estanislao Valdez Otero          | 17. Februar 1981 – 2. September 1982    |
| Carlos A. Maeso                  | 2. September 1982 – 1. März 1985        |
| Enrique Iglesias                 | 1. März 1985 – 22. Februar 1988         |
| Luis Barrios Tassano             | 22. Februar 1988 – 28. Februar 1990     |
| Héctor Gros Espiell              | 1. März 1990 – 4. April 1993            |
| Sergio Abreu Bonilla             | 4. April 1993 – 1. März 1995            |
| Álvaro Ramos Trigo               | 1. März 1995 – 1. Februar 1998          |
| Didier Opertti Badán             | 2. Februar 1998 – 1. März 2005          |
| Reinaldo Gargano                 | 1. März 2005 – 3. März 2008             |
| Gonzalo Fernández                | 3. März 2008 – 31. August 2009          |
| Pedro Vaz                        | 1. September 2009 – 28. Februar 2010    |
| Luis Almagro                     | 1. März 2010 – 28. Februar 2015         |
| Rodolfo Nin Novoa                | 1. März 2015 – 1. März 2020             |
| Ernesto Talvi                    | 1. März 2020 – 1. Juli 2020             |
| Francisco Bustillo               | 6. Juli 2020 – 1. November 2023         |
| Omar Paganini                    | 6. November 2023 – 1. März 2025         |
| Mario Lubetkin                   | seit dem 1. März 2025                   |